# Décennie 1570 en arts plastiques
Chronologie des arts plastiques
Années 1560 - Années 1570 - Années 1580
Cet article concerne les années 1570 en arts plastiques.

## Événements

Miniature extraite du Hamzanama d'Akbar, vers 1558/1573.

- Vers 1570 : Akbar favorise l’art de la miniature en Inde[1].
- 18 juillet 1573  : la congrégation du Saint-Office cite Véronèse à comparaître devant elle pour un tableau représentant la Cène. Il est rebaptisé le Repas chez Levi[2].
- 1574-1575 : le maniériste italien Federico Zuccari séjourne à Londres où il peint des portraits d’Élisabeth Ire d'Angleterre, de ses favoris Robert Dudley et Walter Raleigh[3] et de la reine Mary d’Écosse.

- 13 octobre 1577 : le pape Grégoire XIII autorise l'institution de l’Accademia di San Luca une corporation des métiers artistiques à Rome[4].

- 20 décembre 1577 : incendie du palais des Doges[5]. De nombreux tableaux, notamment de Bellini, de Carpaccio , Véronèse et du Tintoret, sont détruits[6].

## Réalisations

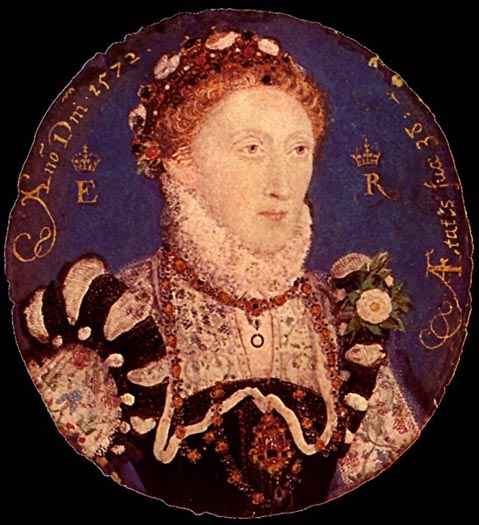
Nicholas Hilliard. Portrait en miniature d'Élisabeth Ire d'Angleterre.

- 1570 : Le Repas chez Simon, toile de Véronèse[7].
- Vers 1570 : Le Couronnement d’épines, toile du Titien[8].
- Vers 1571 : Dame au bain, et Portrait d'Élisabeth d'Autriche, tableaux de François Clouet[9].
- Vers 1572 :
  - Allégorie de la bataille de Lépante, toile de Véronèse[10]  et La Victoire de Lépante, toile du Tintoret, détruite par un incendie en 1577[11].
  - Nicholas Hilliard peint une fameuse miniature de la reine Élisabeth Ire d'Angleterre[12].

- 1572-1575 : L'Espagne au secours de la religion, toile du Titien[13].
- 1572-1579 : Giorgio Vasari (mort en 1574) et Federico Zuccari réalisent les fresques de la coupole la cathédrale Santa Maria del Fiore de Florence[14].
- 1573 : Paul Véronèse peint Le Repas chez Levi[2].

- 1575-1577 : Le Triomphe de Venise, toile de Véronèse pour le Palais des Doges[15].
- 1575-1576 : Le Supplice de Marsyas, toile du Titien[16].

- 1576 : La Pietà, toile du Titien[8].

- 1577-1579 : Le Greco peint Le Songe de Philippe II ou Adoration du nom de Jésus[17], Le Dépouillement du Christ pour la cathédrale de Tolède et le retable de Santo Domingo el Antiguo à Tolède, composée de neuf peintures dont L'Assomption[18].

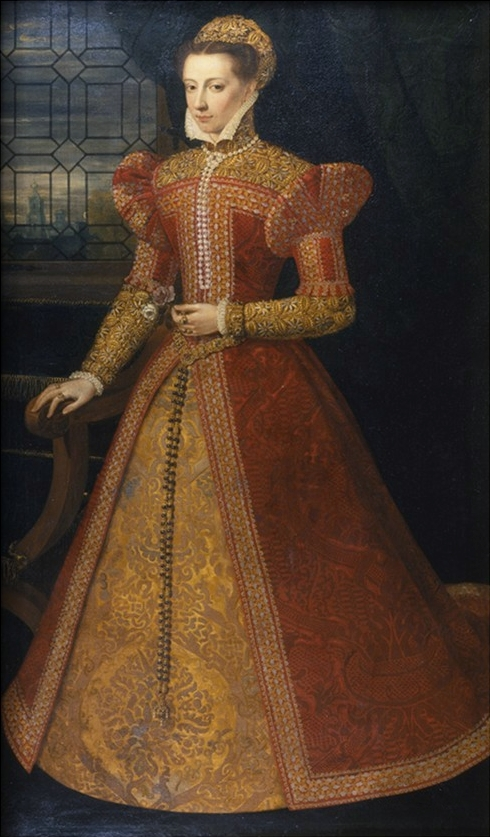
Marie, reine d'Écosse, de Federico Zuccari ou Alonso Sánchez Coello.
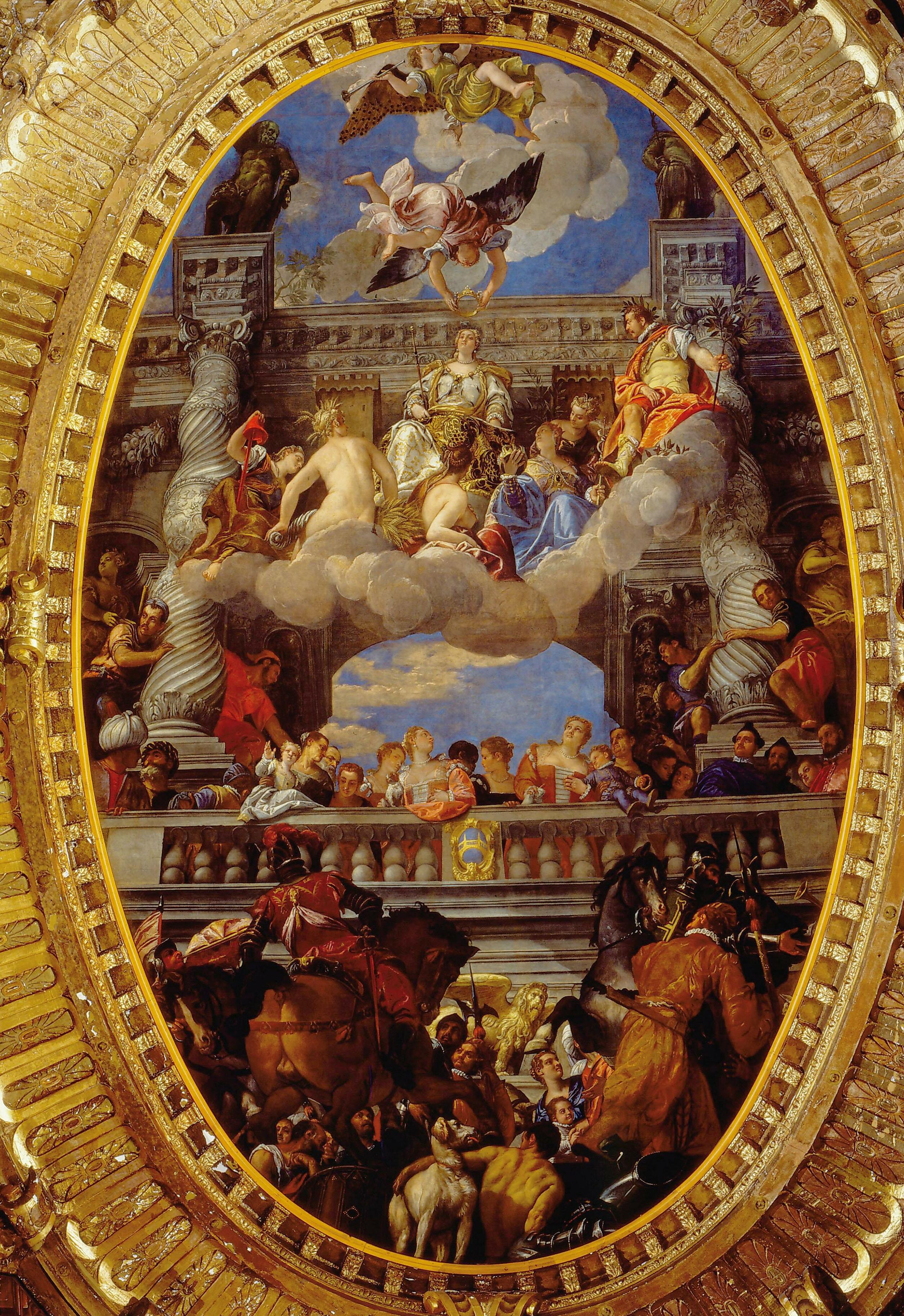
Triomphe de Venise, Paul Véronèse.
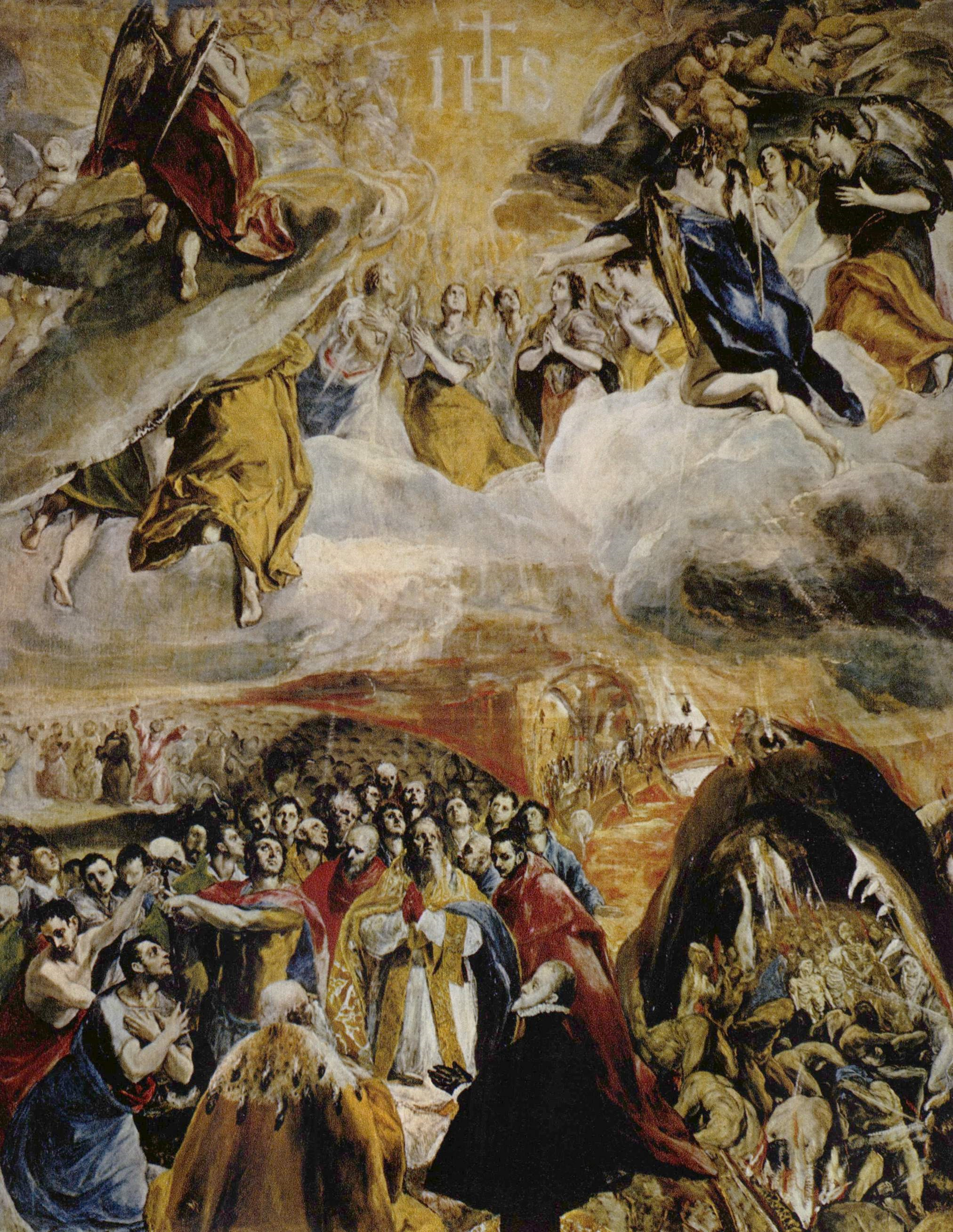
Le Songe de Philippe II, Le Greco.